# تیگران توکماجیان
تیگران آرمناکی توکماجیان (ارمنی: Տիգրան Արմենակի Թոքմաջյան؛ زاده ۱۰ سپتامبر ۱۹۲۳ - درگذشته ۶ نوامبر ۲۰۰۴) نقاش اهل ارمنستان بود.

## زندگی‌نامه
وی در ۱۰ سپتامبر ۱۹۲۳ در آلکساندراپول به دنیا آمد و از کالج دولتی هنرهای زیبای پانوس ترلمزیان (۱۹۴۵) و انستیتو دولتی هنرهای زیبا و نمایشی ایروان (۱۹۵۲) فارغ‌التحصیل گشت. وی همچنین برنده جوایزی همچون نقاش شایسته ارمنستان شوروی شد. وی در ۶ نوامبر ۲۰۰۴ در سن ۸۱ سالگی در ایروان درگذشت.